# 猴爪
《猴爪》（英語：The Monkey's Paw），又譯為《猴掌》，是一篇由英國作家W·W·雅各布斯所創作的超自然題材短篇恐怖小說，收錄在雅各布斯1902年的短篇故事集《駁船夫人》當中。故事中講述了一只能夠實現三個願望的猴爪，但許願者會因為這些願望而付出慘痛的代價。
自1903年起，《猴爪》已多次改編為各種媒體，如戲劇、電影、電視影集、歌劇、漫畫等版本。

## 故事情節

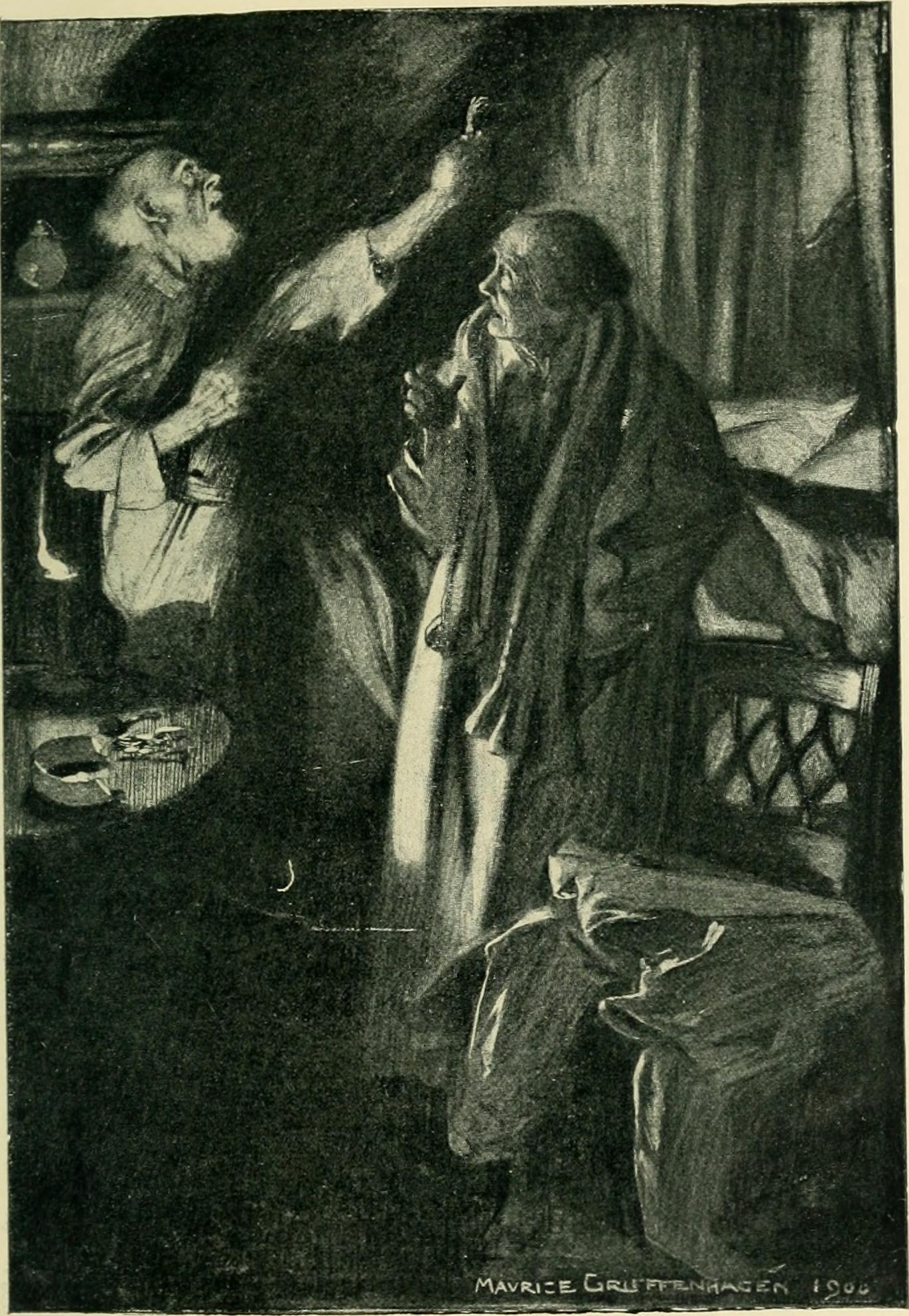
短篇故事集《駁船夫人》當中，為《猴爪》所繪製的插圖（1902年）

故事的主角是懷特（White）一家人，懷特先生和懷特太太是一對年老的夫妻，他們有個在工廠上班的成年兒子赫伯特。有一日，懷特先生的舊友，莫里斯（Morris）士官長造訪了這家人。莫里斯曾在印度服役，他向懷特一家講述許多當地奇聞，其中便包括了「猴爪」的故事。根據莫里斯所言，有位老法基爾向這只猴爪施了法術，使它能夠實現三個不同的願望。莫里斯邊說邊從口袋裡掏出了這只猴爪，其乾癟的如同木乃伊一般。莫里斯說他自己已經許了三個願望，這些願望最後也都實現了，但他講述時的神情卻十分懾人。
莫里斯突然將猴爪扔入爐火中，嚇了一跳的懷特先生趕緊將它從火裡救回，並說莫里斯如果不需要它的話可以讓給他。莫里斯說他已經把它丟到火裡了，若懷特先生執意使用，那可不是他的責任。莫里斯警告道，使用它的後果將會不堪設想，若懷特先生夠聰明就應該把它丟回火裡。莫里斯走後，懷特一家半開玩笑地討論要用猴爪許下什麼樣的願望。懷特先生想不到要許什麼願，因為他認為他已經有他想要的所有東西了，赫伯特建議父親可以許願要兩百英鎊。懷特先生照做了，結果猴爪隨著許願聲扭動了起來，老先生嚇得把猴爪丟到地上。然而，錢並沒有真的出現。赫伯特和懷特太太安撫了懷特先生，之後一家人便就寢了。
隔天早上還是沒有出現兩百英鎊。赫伯特開著玩笑出門上班去了，懷特太太笑先生居然會相信這種荒謬的故事，懷特先生則發誓他確實看到猴爪動了。就在兩夫妻拌嘴時，一位來自工廠的傳話員造訪了懷特家。傳話員神情僵硬的告訴老夫妻，赫伯特被捲入工廠機器而身亡，工廠也已經為此準備好了賠償金。當傳話員說出「兩百英鎊」這個數字時，懷特太太不禁發出了慘叫。
三天後，老夫妻埋葬了唯一的兒子，他們悲痛欲絕的過著已經變得索然無味的生活。又過了一週，半夜裡，懷特太太突然想到可以向猴爪許願來讓赫伯特死而復生，她十分激動，懷特先生則不太情願，因為他已經預料到他那面目全非的兒子將會變得相當駭人。在懷特太太的堅持下，懷特先生許下了願望，猴爪掉到地上，兩夫妻靜靜地在黑暗中等待結果。
過了一會兒，大門口傳來了敲門聲。懷特太太興奮地衝向門，但懷特先生抓住她的手，害怕的要她千萬別放「它」進來。老婦人怒斥先生居然會害怕自己的兒子，她掙脫了先生的束縛並衝向大門口，一邊大聲呼喊著兒子的名字。同時，懷特先生趕忙在地板上尋找猴爪。就在懷特太太打開門鎖的那一刻，懷特先生找到猴爪並向它許下了第三個願望，敲門聲頓時消失。隨著大門敞開，懷特太太發出了悲戚且失望的哀嚎，門外空無一人。

## 其他媒體改編版本

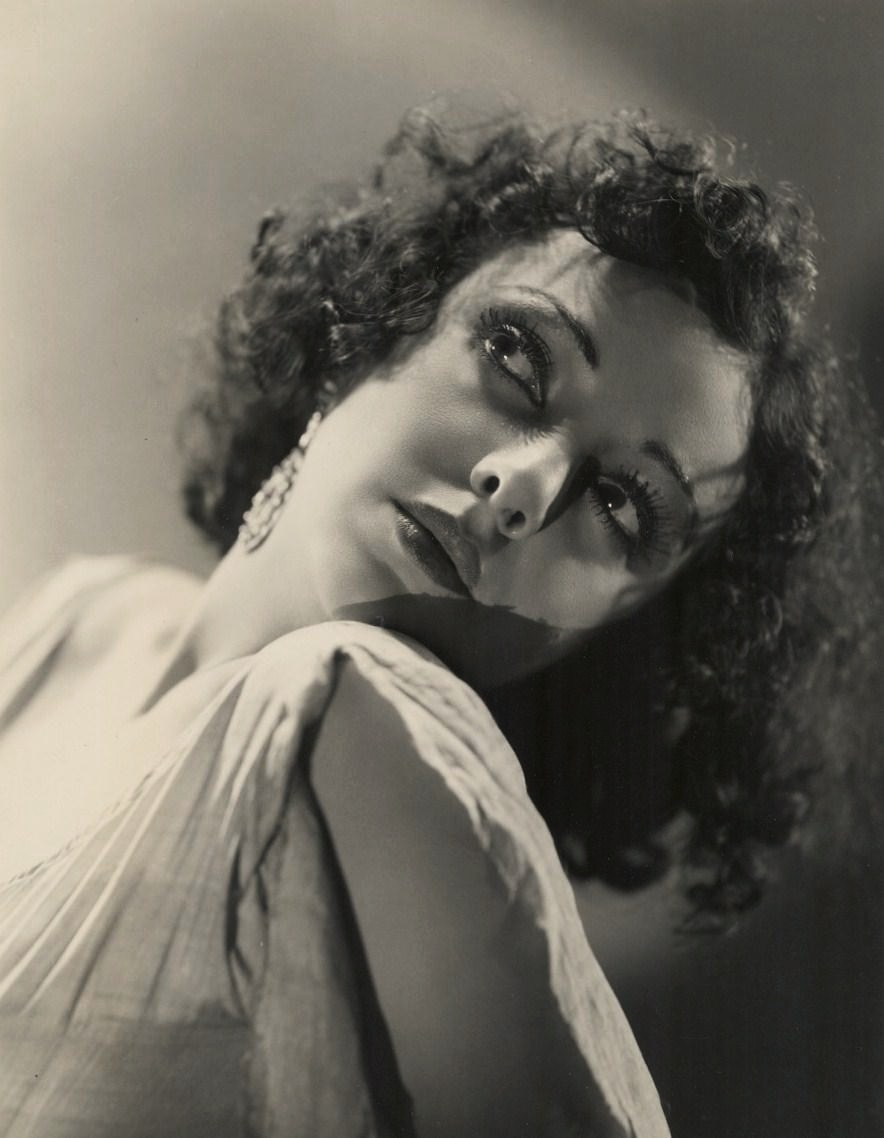
1933年版的《猴爪》電影劇照，演員為妮娜·闊特羅

《猴爪》曾多次改編為各種作品，以下為其中一部分：
- 1903年6月的一齣獨幕劇，於倫敦乾草劇院上映，由西里爾·毛德（英语：Cyril Maude）和莉娜·阿什威爾（英语：Lena Ashwell）分別飾演懷特先生和懷特太太[3]。
- 1910年的一齣舞台劇，由路易斯·N·帕克（英语：Louis N. Parker）改編[4]。
- 1915年的一部電影，由西德尼·諾斯科特（英语：Sidney Northcote）執導，約翰·勞森（John Lawson）飾演[5]。
- 《猴爪 (1923年電影)（英语：The Monkey's Paw (1923 film)）》，由曼寧·海恩斯（英语：Manning Haynes）執導，摩爾·梅里奧（英语：Moore Marriott）、瑪麗·奧爾特（英语：Marie Ault）和查爾斯·阿什頓（Charles Ashton）飾演[5]。
- 1928年7月17日的一齣英國廣播劇，改編自1910年的舞台劇[4]。
- 《猴爪 (1933年電影)（英语：The Monkey's Paw (1933 film)）》，由衛斯理·拉格爾斯（英语：Wesley Ruggles）執導，C·奧布里·史密斯（英语：C. Aubrey Smith）、伊凡·辛普森（英语：Ivan Simpson）和露易絲·卡特（Louise Carter）飾演。這部電影曾被認為已經佚失[6]，直到2016年有人將電影劇照放到網路上為止[7]。
- 1946年5月28日的一齣廣播劇，這是英國廣播公司電台的恐怖故事系列《與恐怖有約（英语：Appointment with Fear (radio)）》的其中一集[4]。
- 《猴爪 (1948年電影)（英语：The Monkey's Paw (1948 film)）》，由諾曼·李（英语：Norman Lee）執導[8]。
- 1958年12月16日的一齣英國廣播劇，是《Thirty-Minute Theatre》系列的其中一集，由卡爾頓·霍布斯（英语：Carleton Hobbs）與格拉蒂絲·楊（Gladys Young）飾演[4]。
- 《Espiritismo》，1961年的電影，由貝尼托·阿拉茲拉基（英语：Benito Alazraki）執導，諾拉·韋朗（Nora Veyran）、何塞·路易斯·希門尼斯（Jose Luis Jiminez）和豪爾赫·蒙德拉貢（英语：Jorge Mondragón (actor)）飾演[5]。
- 〈The Monkey's Paw – A Retelling〉，《希區考克懸念故事集（英语：The Alfred Hitchcock Hour）》第三季第26集，於1965年4月19日在電視播送。由里夫·艾瑞克森（英语：Leif Erickson (actor)）、珍·懷亞特（英语：Jane Wyatt）和李·梅傑斯（英语：Lee Majors）飾演[9]。
- 1980年7月11日的一齣廣播劇，這是《黃昏（英语：Nightfall (radio series)）》系列的其中一集[4]。
- 1988年1月17日的一齣廣播劇，這是英國廣播公司電台的恐怖故事系列《與恐怖有約（英语：Appointment with Fear (radio)）》的其中一集，由派屈克·蓋爾文（英语：Patrick Galvin）執導。這齣廣播劇之後在1993年10月31日作為萬聖節特別節目重新播出[4]。
- 2004年的一齣廣播劇，這是英國廣播公司電台的廣播劇系列《Christopher Lee's Fireside Tales》的其中一集，由克里斯多福·李念旁白[10]。
- 2011年的一齣歌劇，由作曲家喬納森·N·庫柏（Jonathan N. Kupper）負責改編[11]。

## 變體版本或模仿作品
有大量的小說、電影、電視節目、戲劇和漫畫等作品採用了猴爪的故事核心概念：「透過可怕的方式實現願望」或「為了實現願望而付出慘痛代價」。這些故事中有些會直接提及猴爪或《猴爪》的故事本身。

### 電影、電視或戲劇
- 〈瓶中的男人（英语：The Man in the Bottle）〉（1960年），美國電視節目《迷離境界》的其中一集[12]。
- 〈猴爪〉（1968年），美國電視節目《頑童合唱團（英语：The Monkees (TV series)）》的其中一集[13]。
- 《魔界奇譚（英语：Tales from the Crypt (film)）》（1972年），英國電影[14]。
- 《夜之死（英语：Deathdream）》（1974年），美國電影，故事靈感來自《猴爪》[15]。
- 〈The Curse of the Claw〉（1977年），英國電視節目《非凡奇事（英语：Ripping Yarns）》的其中一集[16]。
- 《銷魂玉》（1979年），由李翰祥執導的香港電影。
- 〈恐怖樹屋II（英语：Treehouse of Horror II#The Monkey's Paw）〉（1991年），美國電視動畫《辛普森家庭》的其中一集，在萬聖節期間播出[17]。
- 〈The Tale of the Twisted Claw〉（1992年），加拿大電視節目《暗夜故事集（英语：Are You Afraid of the Dark?）》的其中一集[18]。
- 〈Taveez〉（1993年），印度電視節目《Zee恐怖秀（英语：Zee Horror Show）》的其中一集。
- 〈Last Respects〉（1996年），美國電視節目《魔界奇譚》的第七季第3集。
- 《西遊記（貳）》（1997年），香港電視劇，龍宮內的眾寶之一。
- 〈The Baboon's Paw〉（1999年），美國電視動畫《黃鼠狼威索》的其中一集[19]。
- 〈Destination: Royston Vasey〉（2000年），英國電視節目《紳士聯盟》的第二季第1集[20][21]。
- 〈三個願望（英语：Je Souhaite）〉（2000年），美國電視節目《X檔案》的其中一集[22]。
- 〈永遠（英语：Forever (Buffy the Vampire Slayer)）〉（2001年），美國電視節目《魔法奇兵》的其中一集[23]。
- 《女高怪談3：狐狸階梯》（2003年），韓國電影[24]。
- 《猴爪》（2003年），由詹姆斯·亨辛（James Henschen）執導的短篇電影[25]。
- 〈猴爪〉（2004年），美國電視動畫《小布與偉仔》的其中一集[26]。
- 〈七彩天晶〉（2005年），香港無綫電視翡翠台單元劇節目《奇幻潮》第6集。
- 《猴爪》（2006年），由麥可·史考特（Michael Scott）自導自演的短篇電影[27]。
- 《卡彼尼（英语：Kagbeni (film)）》（2008年），尼泊爾電影[28]。
- 《魔法少女小圓》（2011年），日本電視動畫[29]。
- 〈老皮〉（2012年），美國電視動畫《探險活寶》的第五季第2集[30]。
- 《猴爪（英语：The Monkey's Paw (1923 film)）》（2013年），美國電影[31]。
- 〈Something Ricked This Way Comes〉（2014年），美國電視動畫《瑞克和莫蒂》的第一季第9集[32]。
- 《奪命潘朵拉》（2017年），美國電影，故事中替人實現願望的不是猴爪，而是音樂盒[33][34]。
- 〈命中注定〉（2018年），英國電視節目《9號秘事》的第四季第6集[35]。
- 《神奇女俠1984》（2020年），美國電影，故事中替人實現願望的許願石被類比為猴爪。

### 音樂
- 〈The Monkey Paw (A New Dance Kraze)〉（1987年），美國歌手Scott & Raven的單曲[36]。
- 〈Monkey's Paw〉（1989年），美國歌手蘿莉·安德森（英语：Laurie Anderson）的單曲，收錄在專輯《Strange Angels（英语：Strange Angels (Laurie Anderson album)）》當中[37]。
- 〈Monkey's Paw〉（1997年），美國福音搖滾樂團Smalltown Poets（英语：Smalltown Poets）的單曲，收錄在專輯《Smalltown Poets（英语：Smalltown Poets (album)）》當中[38]
- 〈The Monkey's Paw〉（2000年），美國工業金屬樂團The Electric Hellfire Club（英语：The Electric Hellfire Club）的單曲，收錄在專輯《Witness The Millennium》當中[39]。
- 〈Genius〉（2001年），美國歌手華倫·澤馮（英语：Warren Zevon）的單曲[40]。
- 〈Monkey's Paw〉（2011年），美國龐克搖滾樂團水土不服合唱團（英语：Misfits (band)）的單曲，收錄在專輯《The Devil's Rain（英语：The Devil's Rain (album)）》當中[41]。
- 〈模仿者的搶椅子遊戲〉（2012年），使用歌聲合成軟體VOCALOID所創作的一系列音樂組曲「終焉之栞」當中的一首單曲。

### 文學與漫畫
- 《The Monkey's Paw Trilogy》，由小拉爾夫·拉加納（Ralph Lagana, Jr）所創作[42]。
- 《禁入墳場》（1983年），由美國作家史蒂芬·金所創作，此故事和《猴爪》採用了同個主題：「復活死者是不明智的」。此故事之後曾在1989年和2019年二度被改編為電影版[43]。
- 《×××HOLiC》（2002年），日本漫畫，當中有角色從商店中取得猴爪並用來許願的橋段，此故事之後被改編為電視動畫第八集〈契約〉[44]。
- 《化物語》（2006年），日本輕小說系列「物語系列」的第一集，當中〈駿河猴子〉的故事被認為是仿自猴爪[45]。
- 《VG貓（英语：VG Cats）》（2008年），加拿大網路漫畫，當中Strip #284的故事題材來自《猴爪》[46]。
- 《來自地獄的舞會之夜（英语：Prom Nights from Hell）》（2009年），美國短篇故事集，收錄了包括史蒂芬妮·梅爾在內由五個不同作家所寫的五個短篇。其中一篇〈The Corsage〉是改編自猴爪的故事[47]。
- 《星期六早晨的穀物早餐》（2010年），美國網路漫畫，當中2010年8月4號的故事題材來自《猴爪》[48]。
- 《Alex Verus Series》（2012年），美國小說系列，猴爪在第二集《Cursed》中出現，在之後的故事中也曾多次被提及[49]。
- 《Shine》（2013年），由菲律賓作家坎迪·古爾利（英语：Candy Gourlay）所創作[50]。
- 《White Silence》（2017年），由英國作家喬迪·泰勒所創作。

## 外部連結
- LibriVox中的公有领域有声书《The Monkey's Paw》
- 《猴爪》完整版原文小說 （页面存档备份，存于）
- Gaslight版本的故事
- 播客版《猴爪》 （页面存档备份，存于），由約翰·李斯高朗讀